# Романовка (Алтайский край)
Романовка (Блюменталь, нем. Blumental, также Новороссийский) — село в Рубцовском районе Алтайского края. Входит в состав Новониколаевского сельсовета.
Население — 378 (2013)

## Физико-географическая характеристика
Село предгорьях Алтая, на высоте 302 метров над уровнем моря. Рельеф местности — холмисто-равнинный. Село окружено полями, имеются полезащитные лесонасаждения. Распространены чернозёмы обыкновенные.
По автомобильным дорогам расстояние до административного центра сельского поселения села Новониколаевка — 6 км, до районного центра города Рубцовска — 33 км, до краевого центра города Барнаула — 320 км.
Климат
Климат умеренный континентальный (согласно классификации климатов Кёппена-Гейгера — тип Dfb). Среднегодовая температура положительная и составляет +2,4° С, средняя температура самого холодного месяца января − 16,3 °C, самого жаркого месяца июля + 20,5° С. Многолетняя норма осадков — 430 мм, наибольшее количество осадков выпадает в июле — 60 мм, наименьшее в феврале — 23 мм
Часовой пояс
Романовка, как и весь Алтайский край, находится в часовой зоне МСК+4. Смещение применяемого времени относительно UTC составляет +7:00.

## История
Основано в 1907 году переселенцами из Поволжья. До 1917 года — лютеранское село в составе Локтевской волости Змеиногорского уезда Томской губернии. Лютеранский приход Томск-Барнаул.
В 1926 году имелись сельсовет, кооперативная лавка, маслоартель, сельскохозяйственные кооперативное товарищество, начальная школа, пункт ликбеза, библиотека, изба-читальня, красный уголок. В период коллективизации организованы колхоз «Блюменталь».
По сведениям из «Списка населённых мест Сибирского края» посёлок Романовка основан в 1903 г. В 1928 г. состоял из 62 хозяйств, основное население — русские. В составе Ново-Николаевского сельсовета Локтевского района Рубцовского округа Сибирского края.

## Население
| 1925 | 1926 | 1997 | 1998 | 1999 | 2000 | 2001 | 2002 | 2003 |
| ---- | ---- | ---- | ---- | ---- | ---- | ---- | ---- | ---- |
| 396  | ↘313 | ↗502 | ↘482 | ↘479 | ↗501 | ↘494 | ↘443 | ↘417 |
| 2004 | 2005 | 2006 | 2007 | 2008 | 2009 | 2010 | 2011 | 2012 |
| ↘413 | ↗416 | ↗429 | ↘426 | ↘421 | ↗428 | ↘369 | ↗371 | ↗377 |
| 2013 |      |      |      |      |      |      |      |      |
| ↗378 |      |      |      |      |      |      |      |      |